# Alle calende greche
La locuzione italiana alle calende greche, derivante da quella latina ad Kalendas Graecas, ha il significato metaforico di "mai".
La frase ad Kalendas Graecas soluturos ("intenzionati a pagare alle calende greche") è attribuita, da Svetonio, all'imperatore Augusto, che ne avrebbe fatto uso di frequente per indicare persone che non intendevano pagare un debito.
(Svetonio, Augustus, 87.)
Il significato di "mai" deriva dal fatto che le calende esistevano solo nel calendario romano, nel quale corrispondevano al 1º giorno di ogni mese, e non in quello greco: protrarre un pagamento fino alle calende greche voleva dire riportarlo ad una scadenza inesistente.